# مقاطعة فورد (تكساس)
مقاطعة فورد (بالإنجليزية: Foard  County)‏ هي إحدى المقاطعات في ولاية تكساس، الولايات المتحدة الأمريكية.